# 0110
 (janvier 2025).

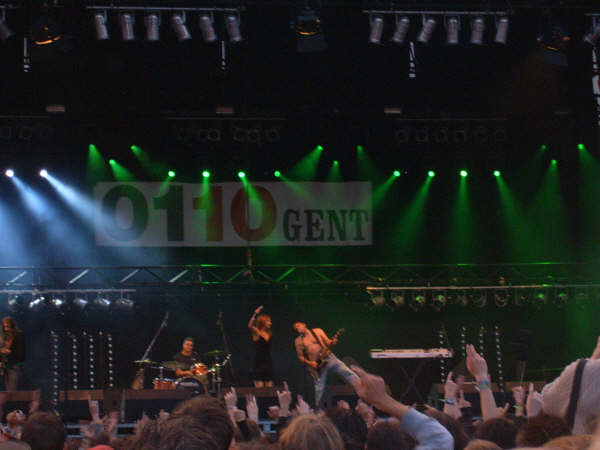
Luc De Vos et Isabelle A au concert 0110 à Gand

0110 est un festival musical gratuit qui s'est déroulé en Belgique le dimanche 1er octobre 2006 en faveur de la tolérance et contre le racisme. Plusieurs concerts ont eu lieu presque simultanément à Anvers, Bruxelles, Gand et Charleroi, une semaine exactement avant les élections communales du 8 octobre 2006 en Belgique. Ces concerts ont été organisés par les artistes Tom Barman, fondateur du groupe dEUS, Arno et Frederik Sioen. Il y a eu des représentations de plusieurs artistes belges : à peu près l'ensemble de la scène musicale belge a soutenu ces concerts, aussi bien dans le monde du rock que de la variété. Originellement, ils devaient se dérouler à Anvers, mais Bruxelles, Gand et par après Charleroi ont été également choisies pour organiser ce festival.
Le concert a été sponsorisé par la Loterie Nationale belge, la Fnac, P&V, Ello Mobile, MSN, Humo, les quotidiens Het Nieuwsblad et De Standaard, TMF, JIM entre autres mais les sympathisants pouvaient également faire des dons libres par SMS. D'autres festivals musicaux tels que Suikerrock, Dranouter, Pukkelpop, Lokerse Feesten, Marktrock en Crammerock ont marqué leur solidarité envers cette initiative et ont appelé à un appui.
Du côté francophone, Plug TV s'est associée à l'action et a diffusé des extraits de concerts en direct.

## Controverse
Une controverse est née à cause du fait que la période du festival soit si proche des élections communales et que Tom Barman ait plusieurs fois ouvertement affiché son aversion pour le Vlaams Belang (VB), parti d'extrême droite nationaliste flamand. Ceci donne le sentiment que le VB est spécifiquement visé au travers de cette démarche et que les organisateurs cherchent à influencer le vote des électeurs flamands aux dépens du VB. Pour cette raison, les opposants politiques du VB tels que le bourgmestre de la ville d'Anvers, Patrick Janssens (sp.a), s'estiment réservés à propos du 0110. Bien que certains observateurs politiques applaudissent à l'initiative de Barman, d'autres craignent une bipolarisation.
Filip Dewinter (VB) a donc réagi avec colère à l'initiative parce qu'elle serait inspirée politiquement et spécifiquement dirigée contre son parti. Il a déclaré que Tom Barman et autre se comportent « antidémocratiquement » et « font abus de leur autorité morale ». Il a ajouté : « Les électeurs du VB n'attendent d'eux (les artistes) aucun doigt levé, aucun sermon moraliste et aucune consigne de vote pour les élections ». Filip Dewinter a suggéré que les artistes se laissent abuser et qu'ils n'étaient en fait pas au courant de la vraie nature du concert lorsqu'ils ont été contactés par Barman. Tom Barman répliqua que « la pensée sous-jacente est que nous devons continuer à faire front à la droite. »
À vrai dire, l'attitude d'artistes du showbiz flamand tels que Will Tura et Laura Lynn heurte le VB en pleine poitrine : « Il est incompréhensible qu'ils accompagnent le discours d'individus d'extrême gauche comme Tom Barman. La pression dans ce secteur fortement subventionné et cette culture du "on-se-connait-tous" [???] de la VRT aura joué un rôle majeur dans cette campagne de dénigrement. »
Le président du VB, Filip Dewinter, a mis en garde les artistes participant au 0110, signalant une baisse possible de la vente de leurs disques. « Si Laura Lynn et Will Tura persistent dans leur plan de participer à ces concerts qui sont dirigés contre nous, je n'achèterai plus leurs disques ni n'irai à leurs concerts. Et si nos électeurs font de même, je ne leur donnerai pas tort, bien au contraire. »
Francis Van den Eynde, dirigeant du VB à Gand, a demandé dans une lettre ouverte à l'artiste participant Helmut Lotti de rester à l'écart de ces concerts, se référant à son passé au VNJ (Vlaams Nationaal Jeugdverbond : les Jeunesses du VB) et à l'affiliation de son père au VB : « Votre participation ne constitue pas seulement une provocation contre un million de Flamands, mais également contre plus de 20 % des Gantois. ». Dans le magazine Humo du 25 juillet 2006, Luc Lotigiers, le père de Helmut, déclare qu'il n'a jamais été membre du VB, et que Helmut n'a jamais fait partie des VNJ. Luc Lotigiers est candidat aux élections provinciales du 8 octobre 2006 dans la province d'Anvers pour le parti écologiste flamand Groen!.
Le Vlaams Belang a réagi en donnant le 10 septembre, trois semaines avant le concert 0110, un concert nommé « les 24 heures du VB », où se sont produits entre autres Frank Galan, Vanessa Chinitor, Salim Seghers, Wim Ravell et Kurt Lotigiers, le frère de Helmut Lotti.

## Artistes ayant participé à l'action 0110

### Anvers(Gedempte Zuiderdokken, dès 13 heures)
| 13.10 13.30 14.05 14.30 15.15 15.55 17.30 18.00 18.45 19.30 20.25 21.10 | Abdel zonder gel Wannes Van de Velde / Fixkes Jan De Smet Leki Sindicato Sonico Zita Swoon + Guests Scala Douzi Roland & Boogie Boy Clouseau Internationals dEUS |

+ Murga
Présentation : Bart Peeters

### Bruxelles(Place des Palais, de 15 heures à 18h30)
De Laatste Showband et ses invités :
| 15.00 | Bunny & Patrick Riguelle Ialma & Urban Trad & N'Faly Kouyaté Laura Lynn & David Bovée & Patrick Think of One & Marrakech Emballages Ensemble Guy Swinnen & Willy Willy & Sibo Willem Vermandere & Fabrizio Cassol La Fille d'Ernest & Willy Willy & Patrick Balo & Pili Ginga Johan Verminnen & Axl Peleman |

| 16.00 | Manou Gallo & Laïla Amezian Jan Decorte, Adamo & Mousta Largo Rey Cabrera & Jean-Louis Daulne Neeka & Philip Catherine & Patrick Riguelle A Brand Baï Kamara Jr. & Dani Klein Le Grand Jojo Sttellla & Le Grand Jojo Two Man Sound |

| 17.00 | Laura Claycomb & Stijn (nl) James Deano & UMAN & JMX Rocco Granata & Roland Réjane & Patrick Frank Vander linden & Été 67 Monsoon & Sacha Toorop Jaune Toujours & Monsoon & Fabrizio Cassol Saule & Lio Marie Daulne & Fabrizio Cassol Viktor Lazlo & Daan |

| 18.00 | Hooverphonic Axelle Red & Akro Plastic Bertrand Arno & Plastic Wallace Collection |

Présentation : Annabelle Van Nieuwenhuyse et Sam Touzani

### Gand(ParkingSNCBde la Gare de Gand-Saint-Pierre, dès 14 heures)
| 14.00 14.30 15.10 15.30 16.05 16.30 17.30 18.05 18.40 19.00 19.30 19.45 20.20 21.00 21.35 | X!NK Monza (spécial guest Thé Lau) Gunter Lamoot Living Roots I (starring Bert Ostyn, Dirk Blanchart, Kris De Bruyne, Kommil Foo) Hadise Living Roots II (starring Jan De Campenaere, Gert Bettens, Djamel, PJDS) Abdelli 't Hof van Commerce Wouter Deprez Luc De Vos + amies Kamagurka Sioen Will Tura Arid Helmut Lotti |

Présentation : Wim Oosterlinck
After-party 'Boombal' à la Centrale avec Kadril, Göze, Wouter Vandenabeele et le TLS-band
After-party au Charlatan

### Charleroi(Spiroudôme, de 19h30 à minuit)
| 19.30 19.34 19.38 19.42 19.46 | Backing band Super Carolo Band | Artiste invité Priba 2000 / Jeff Bodart William Dunker / Aldo Granato Marka Priba 2000 |

| 19.50 | Front stage : Abou Mehdi (1 slam) |

| 20.00 20.04 20.08 20.12 | Backing band Hollywood Porn Stars | Artiste invité Hollywood Porn Stars Malibu Stacy (Dave) My Little Cheap Dictaphone Hollywood Porn Stars |

| 20.16 | Front stage : Messbass (1 slam et 1 rap) |

| 20.30 20.34 20.38 20.42 | Backing band Vincent Venet | Artiste invité Miam Monster Miam Sophie Galet Marie Warnant Vincent Venet |

| 20.46 | Front stage : KLM (1 slam et 1 rap) |

| 21.00 21.04 21.08 21.12 | Backing band Été 67 | Artiste invité Été 67 Jeronimo Montevideo |

| 21.16 | Front stage : Inox (1 slam et 1 rap) |

| 21.30 21.34 21.38 21.42 | Backing band Machiavel | Artiste invité Machiavel Beverly Jo Scott TBC |

| 21.46 | Front stage : Abou Mehdi (1 slam et 1 rap) |

| 22.00 22.04 22.08 22.12 | Backing band Collectif Dub Reggae | Artiste invité Ashanti 3000 / Omar Perry / Mika Ashanti 3000 / Omar Perry / Mika Ashanti 3000 / Omar Perry / Mika Ashanti 3000 / Omar Perry / Mika |

| 22.16 | Front stage : KLM (1 slam et 1 rap) |

| 22.30 22.34 22.38 22.42 | Backing band Les pleureurs | Artiste invité Saule Lio Sacha Toorop Adamo |

| 22.46 | Front stage : Abou Mehdi (1 slam et 1 rap) |

| 23.00 23.04 23.08 23.12 23.16 23.20 | Backing band Super Carolo Band | Artiste invité Marka / Priba 2000 William Dunker / Priba 2000 Sttellla (Jean-Luc Fonck) + Priba 2000 Sttellla (Jean-Luc Fonck) + Priba 2000 Super Carolo Band au complet / FINAL DJ Globul / Fabrice Lig + musicien en direct |

## Élargissement de l'initiative aux écrivains et aux artistes plastiques
Un certain nombre d'artistes anversois imitent l'idée de concerts en organisant ensemble « Mute », une exposition proche de l'endroit où,
le 11 mai 2006, un jeune homme a perdu le contrôle de lui-même et a commis l'irréparable. Durant les deux semaines qui précèderont les élections municipales, les artistes suivants présenteront leur travail : Fred Bervoets, Guillaume Bijl, Vincent Geyskens, Guy Rombouts et Luc Tuymans.
Une manifestation littéraire sera également organisée à la librairie De Groene Waterman sur la Wolstraat, également proche de cet endroit. L'événement doit encore prendre forme mais de nombreux écrivains y sont disposés, entre autres Josse De Pauw, Stefan Hertmans, Bernard Dewulf, Geert van Istendael, Annelies Verbeke, Kamiel Vanhole et Anne Provoost.

## Sources
1. ↑  (nl) De Standaard over de open brief van Van den Eynde, De Standaard, 8 juli 2006.
2. ↑  Des idées qui tuent, l'Essentiel, juin 2006